# Sainte-Marie-Cappel
Sainte-Marie-Cappel, westflämisch: Sint-Maria-Kapel, ist eine französische Gemeinde mit 835 Einwohnern (Stand: 1. Januar 2022) im Département Nord in der Region Hauts-de-France. Sie gehört zum Arrondissement Dunkerque und ist Mitglied im Gemeindeverband Cœur de Flandre Agglo. Die Bewohner werden Sainte-Marie-Cappelois und Sainte-Marie-Cappeloises genannt.

## Geografie

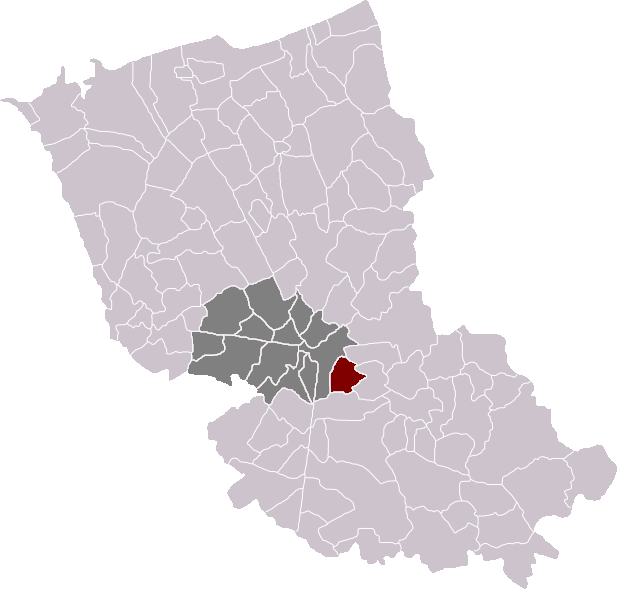
Lage von Sainte-Marie-Cappel im Arrondissement Dunkerque

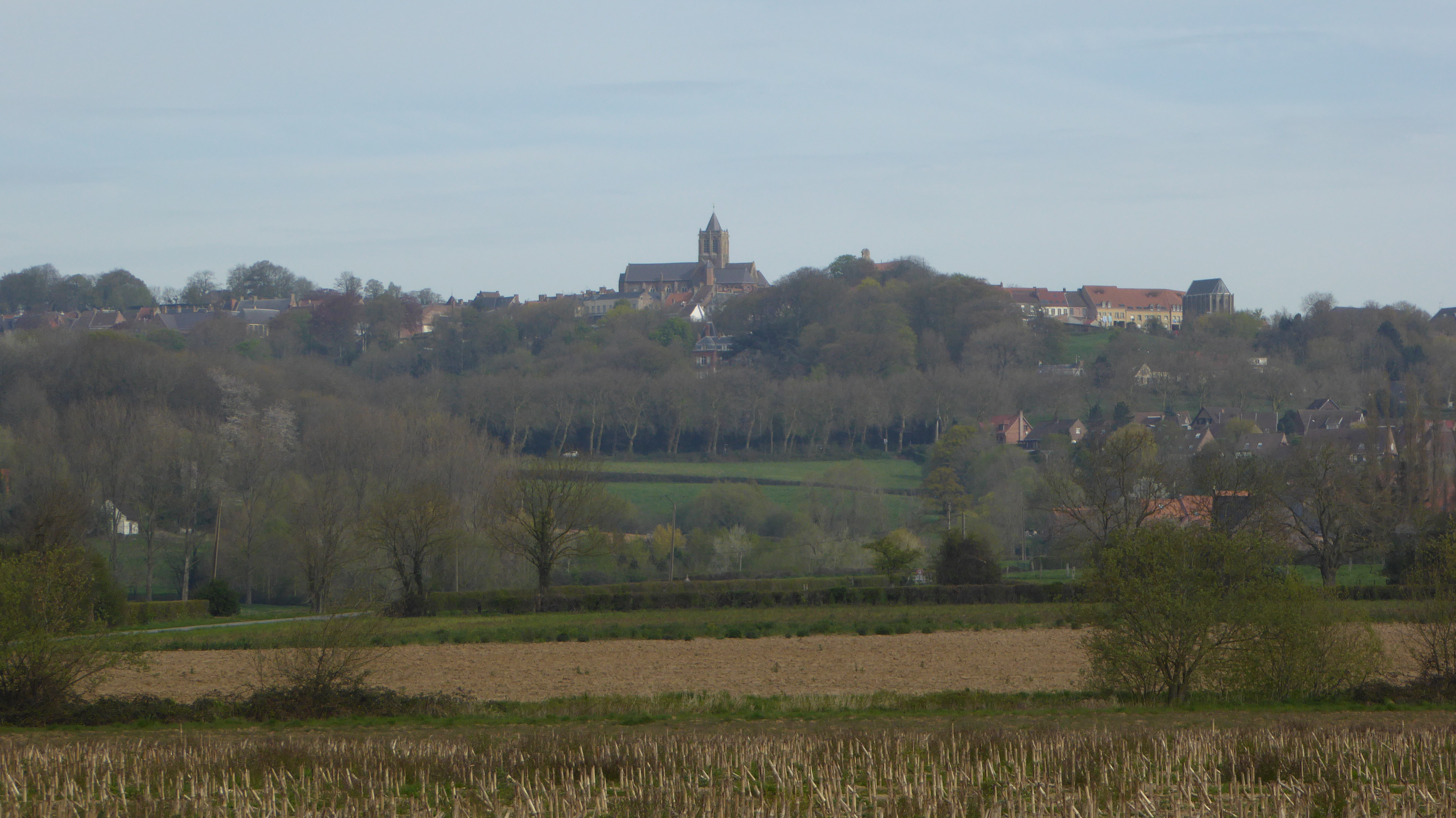
Der Mont Cassel von Sainte-Marie-Cappel gesehen

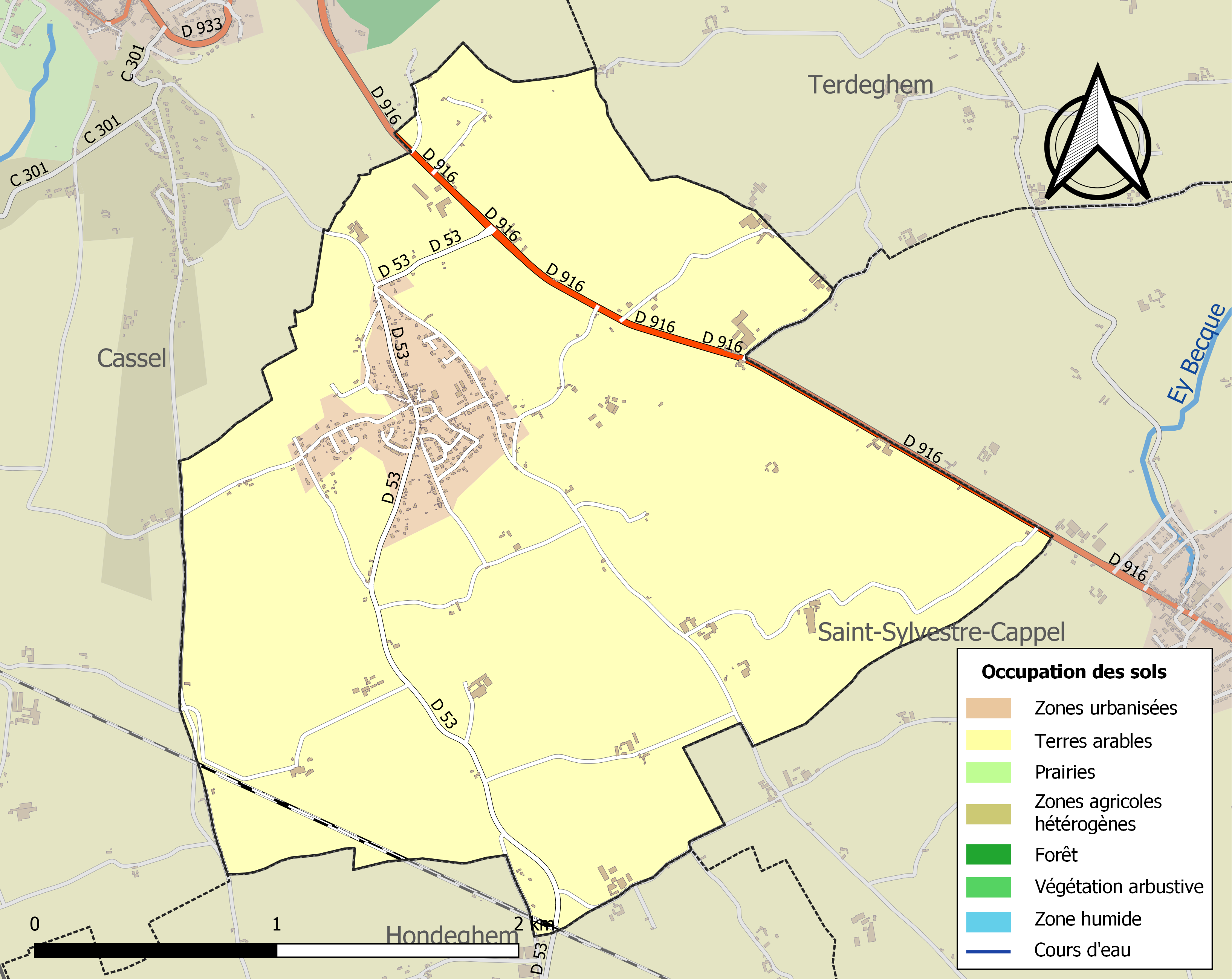
Bodennutzung und Infrastruktur der Gemeinde (2018)

Sainte-Marie-Cappel liegt etwa 30 Kilometer südsüdöstlich von Dünkirchen und etwa 43 Kilometer westnordwestlich von Lille in der Région naturelle Houtland in der Hügelkette Monts de Flandre. Die Gemeinde wird von der Peene Becque, dem zeitweise trockenfallenden Ruisseau de Sainte-Marie, der Meulen Becque und verschiedenen kleineren Bächen entwässert. Das Zentrum liegt auf einer Höhe von etwa 55 m. Die Höhe des Geländes fällt nach Süden hin in der Breite auf unter 35 m ab, steigt im Norden auf bis 90 m an.
Ein Teil des nördlichen Gemeindegebiets gehört zur ZNIEFF-Naturzone „Mont des Récollets et Mont Cassel“ (310013757). Rund 94 % der Fläche der Gemeinde werden landwirtschaftlich genutzt, etwa 6 % entfallen auf bebaute Flächen (Stand: 2018).
Sainte-Marie-Cappel grenzt im Nordosten an Terdeghem, im Osten an Saint-Sylvestre-Cappel, im Süden an Hondeghem sowie im Westen und im Nordwesten an Cassel.

## Bevölkerungsentwicklung
| Jahr                       | 1962 | 1968 | 1975 | 1982 | 1990 | 1999 | 2006 | 2013 | 2020 |
| Einwohner                  | 386  | 356  | 314  | 486  | 591  | 688  | 820  | 854  | 880  |
| Quellen: Cassini und INSEE |      |      |      |      |      |      |      |      |      |

## Sehenswürdigkeiten

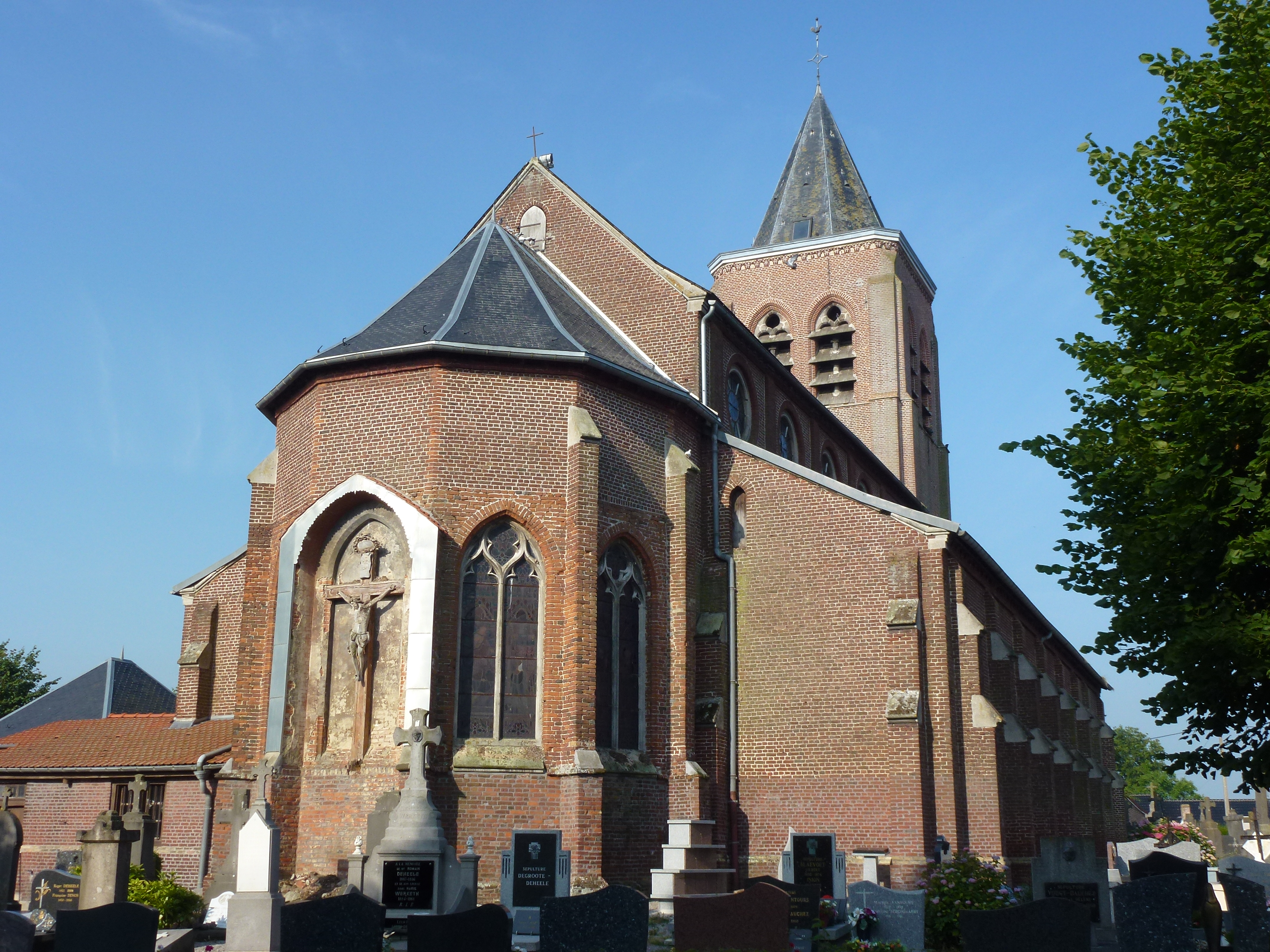
Pfarrkirche Notre-Dame
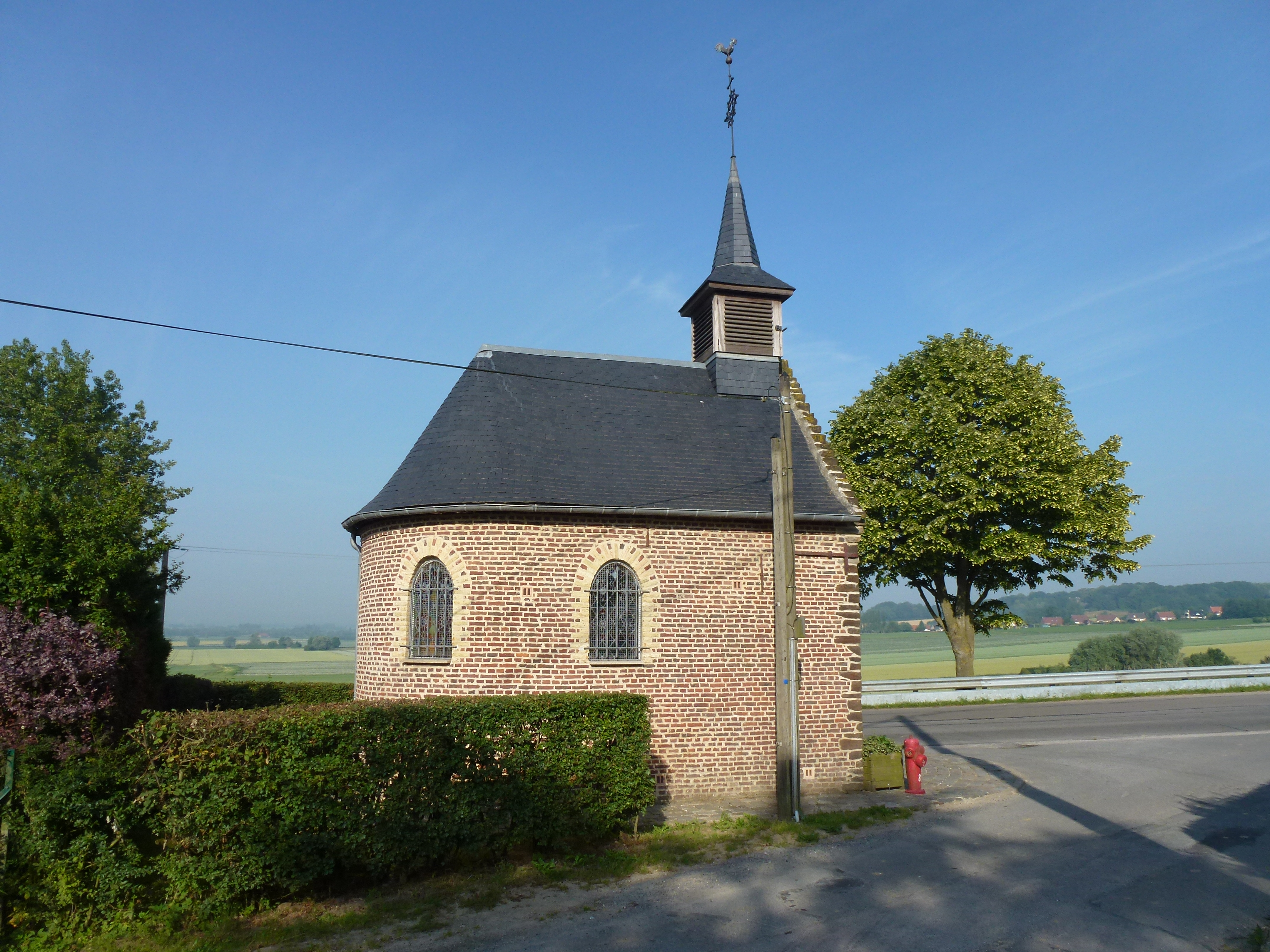
Kapelle Notre-Dame-des-Champs
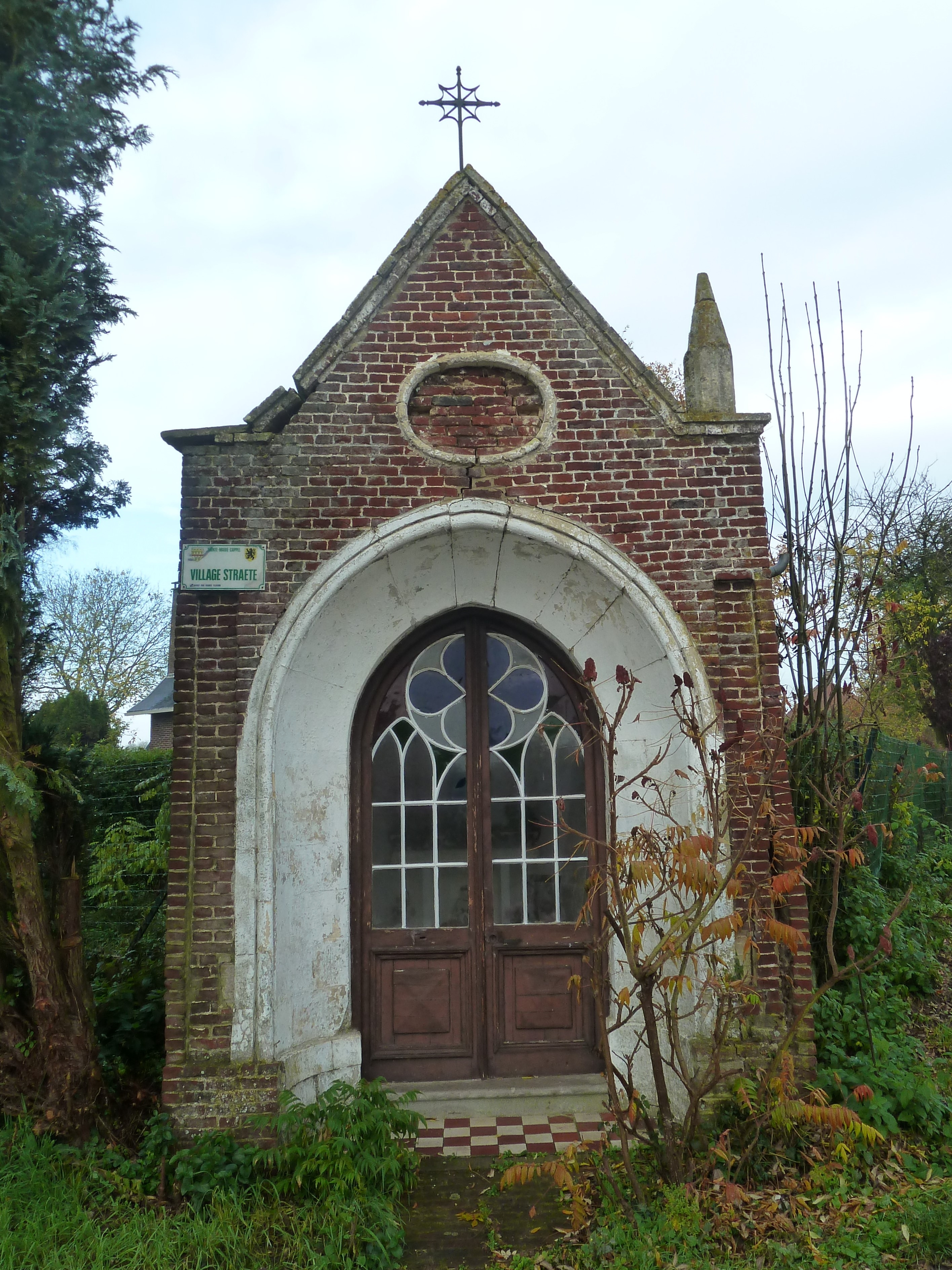
Kapelle Notre-Dame-de-Grâce
- Wasserturm
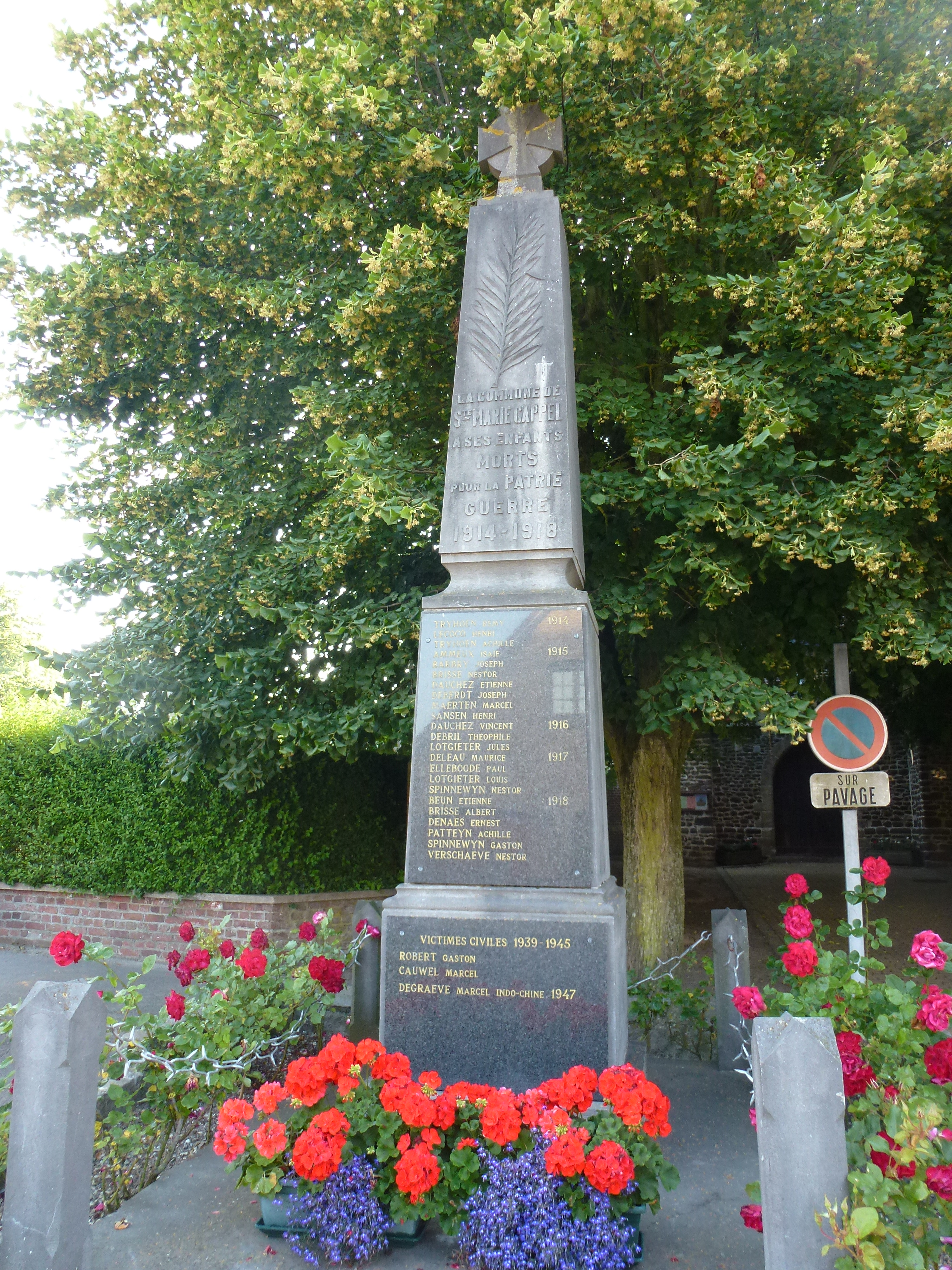
Gefallenendenkmal

- Pfarrkirche Notre-Dame
- Kapelle Notre-Dame-des-Champs
- Kapelle Notre-Dame-de-Grâce
- Gefallenendenkmal

## Verkehr
Die Departementsstraße D 916, die ehemalige Route nationale 16 von Sarcelles nach Dünkirchen, durchquert das nördliche Gemeindegebiet. Die nachgeordnete Departementsstraße D 53 und lokale Landstraßen verbinden das Zentrum mit den Weilern der Gemeinde und mit Nachbargemeinden. Busse zweier Linien der Transportgesellschaft Arc-en-Ciel des Départements Nord verbinden Sainte-Marie-Cappel mit Cassel, Dünkirchen und Hazebrouck.
Die Eisenbahn-Schnellfahrstrecke LGV Nord von Paris zum Eurotunnel durchquert das Gemeindegebiet im Südwesten auf einem kurzen Abschnitt ohne Haltepunkt.